# جزيرة الرمال
جزيرة الرمال (بالإنجليزية: Sand Island)‏ هي إحدى جزر البحر الأحمرالتي تقع بالقرب من محافظة الليث، ويبلغ طول الجزيرة نحو 1كلم، وتبعد عن الساحل حوالي 27.69 كلم.